# Johannikios Komnenos
Johannikios Komnenos (mittelgriechisch Ιωαννίκιος Κομνηνός; † nach 1238) war Thronfolger und möglicherweise kurzzeitig Kaiser und Großkomnene von Trapezunt.

## Leben
Johannikios Komnenos war ein jüngerer Bruder (oder ein Sohn) von Johannes I., dem dritten Kaiser von Trapezunt, der 1235 seinem Schwager Andronikos I. auf den Thron gefolgt war. Als Johannes 1238 beim Polospiel tödlich verunglückte, wurde Johannikios in ein Kloster gesteckt. Statt seiner übernahm sein Bruder (oder Onkel) Manuel I. die Herrschaft. Allerdings deuten einige Quellen darauf hin, dass Johannikios zumindest kurzzeitig regiert hat, bevor er abgesetzt und zum Mönch geschoren wurde.